# Frank Beauvais
Frank Beauvais, nacido el 33 de noviembre de 1970 en Phalsbourg, es un director, actor y consultor musical francés.
En 2008, ganó el gran premio de cortometraje por su documental Je flotrai sans envie, en el Belfort Film Festival - Entrevues in Belfort, donde fue seleccionador de 1999 a 2002.

## Filmografía

### Director

#### Cortometrajes
- 1998 : El grano y la paja
- 2005 : De rodillas
- 2006 : El sol y la muerte viajan juntos
- 2007 : Vosgos
- 2007 : Compilación, 12 momentos de amor no correspondido
- 2008 : Flotaré sin envidia
- 2009 : La guitarra de diamante
- 2010 : Un Cheveu de 45 rpm (esto no es un disco)
- 2015 : Un elefante me mira

#### Largometrajes
- 2019 : No creas que voy a gritar

### Actor
- 1987 : Viajando antes, de Jean-Charles Tacchella
- 2007 : La muerte no oye el repique de las campanas, de Benjamin Mirguet

- 2010 : Un veneno violento, de Katell Quillevéré : Un cura
- 2013 : Suzanne, por Katell Quillevéré : Étienne
- 2016 : Y se hizo montaña de Sarah Leonor

### Consultor musical

#### Largometrajes
- 2005 : Odete, de João Pedro Rodrigues
- 2006 : 7 años, por Jean-Pascal Hattu
- 2008 : Hogar, por Ursula Meier
- 2008 : Historia de Jen, de François Rotger
- 2009 : Al ladrón, de Sarah Leonor
- 2010 : Un veneno violento, de Katell Quillevéré
- 2011 : Permiso de medianoche, de Delphine Gleize
- 2011 : El fin del silencio, de Roland Edzard
- 2012 : El niño de arriba, de Ursula Meier
- 2013 : Suzanne, por Katell Quillevéré
- 2013 : Vándalo, de Hélier Cisterne

#### Cortometrajes
- 2005 : Los veleros de Luxemburgo de Nicolas Engel
- 2007 : Capitán Ahab de Philippe Ramos
- 2007 : Un nuevo contrato con Christophe Leraie
- 2008 : Los paraísos perdidos de Hélier Cisterne